# Adlington
Adlington este un oraș în Lancashire, Anglia; situat în regiunea North West England.